# Dobšinský kopec
Dobšinský kopec (974,1 m n. m.) je z větší části odlesněný vrch ve Volovských vrších, severně od Dobšiné.
Nabízí kruhový výhled na velkou část Slovenského rudohoří a Slovenského ráje. Přes sedlo, západně od vrcholu vede silnice I. třídy z Rožňavy a Stratené do údolí Hnilce. Každoročně se zde koná závod automobilů do vrchu.

## Přístup
Na vrchol vede červeně a žlutě značená turistická trasa a zeleně značená cyklostezka.